# Green Griffin
Green Griffin war der Operationsname eines Militärmanövers der niederländischen Koninklijke Landmacht und der deutschen Bundeswehr vom 6. bis 24. Mai 2019 in der Lüneburger Heide und dem zentralen Niedersachsen. Trainiert werden sollten Luftlandeoperationen in Verbindungen mit Luftangriffen im Rahmen eines NATO-Verteidigungsfalls.
Die binationale Übung fand unter Führung der Division Schnelle Kräfte im Großraum Bergen-Celle statt. Eingesetzt wurden Transportmaschinen vom Typ C-130 Hercules sowie die Hubschrauber AH-64 Apache, NH90  und CH-47 Chinook. Auch der Kampfhubschrauber Tiger und diverse Landfahrzeuge setzte die Bundeswehr ein. Die Luftlandeoperationen der Fallschirmjäger per Flugzeug oder Helikopter wurden vom Flugplatz Celle-Arloh gestartet. Auch in der Region von Verden und Uelzen sowie zwischen Nienburg, dem Ostenholzer Moor und Luttmersen gab es Einsätze.